# Casa de Cervantes (Esquivias)
La llamada Casa de Cervantes de Esquivias es una mansión en la que se mantienen intactas todas las características de las casonas de labradores acomodados del siglo XVI. Perteneció a la familia Quixada de Salazar, "del Lugar de Esquivias", siendo esta la segunda Casa del Mayorazgo.
No era la casa de Miguel de Cervantes, ni una casa que visitaba, según todos los cervantistas.
De conformidad al Decreto 773/1971, de 1 de abril, y su publicación en el Boletín Oficial del Estado núm. 94 de 20 de abril de 1971, “el Gobierno de España declara nombrar la denominada Casa de Cervantes, en Esquivias (Toledo), monumento histórico-artístico. Según tradición documentada, esta casa, llamada de Cervantes, fue morada durante cerca de veinte años del inmortal autor del Quijote”.

## Historia

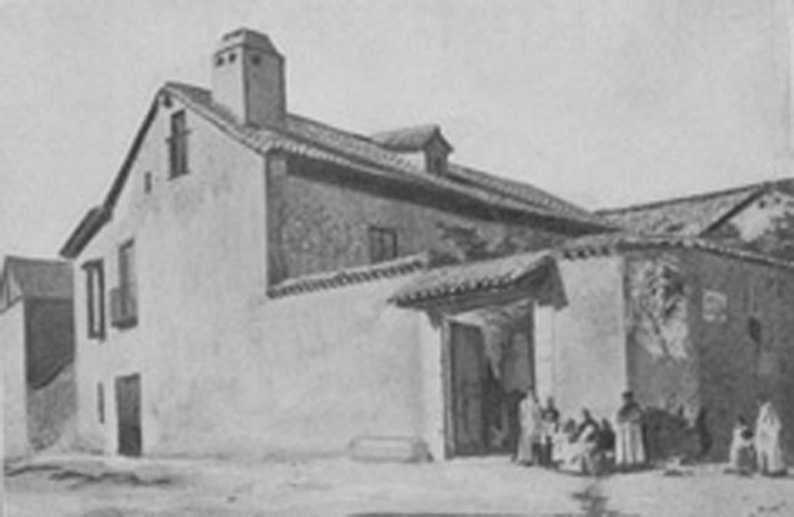
Casa de Cervantes. 1906.

Esta casa perteneció, desde tiempo ancestral, a la familia Quixada de Salazar, siendo esta casa considerada como la segunda del Mayorazgo. 
Su edificación data del siglo XI (el año de 1085, el rey Alfonso el VI conquistó Toledo, existiendo ya esta edificación). También son de esa época las cuevas, que llegan a tener una profundidad de 9 metros, al límite con el nivel freático. La construcción de estas cuevas, están realizadas con arco ojival. 
Posteriormente, el 13 de enero de 1188, Era Hispánica de 1226, el rey Alfonso (Alonso) el VIII, donó los solares y vasallajes que poseía en el Lugar de Esquivias, a la iglesia y cabildo de Toledo.
La familia Quixada de Salazar eran propietarios de tres casas principales. En la declaración jurada de fecha 3 de julio de 1751 que realiza “don Manuel Antonio Quijada, del Estado noble de hijosdalgo, vecino de Madrid y de este Lugar de Esquivias, de edad de 27 años, casado con Doña María Antonia de Lara y Salazar, de edad de 26 años, con dos hijos, el uno llamado Don Manuel María Cayetano Quijada, de poco más de cinco años, y Doña María Bárbara Cayetana Quijada, de edad de seis meses”:

“Hago de los bienes que tengo en el expresado lugar, como poseedor de los Mayorazgos que fundaron en él Don Juan Quijada de Salazar y Don Gabriel Quijada de Salazar, y de la familia que me sirve, en conformidad de el Bando publicado de orden del Sr. Subdelegado de única contribución de rentas provinciales, y es como sigue:

Una casa principal enfrente de la de Don Silvestre López, y calle de la Cuesta, muy mal tratada, que tiene de frente a la parte de dicha calle ciento y ocho pies de fábrica, y de fondo ciento cuarenta y cuatro. En ella hay un patio con su pozo, bodega, lagar y cueva, y habitación alta y baja, que ésta se compone de una pieza grande, cinco piezas pequeñas, cocina, despensa y cocedero, y una pieza pequeña sobre la cueva, que ha servido de Palomar, y en lo alto otra pieza grande y seis piezas pequeñas, que la una de ellas tiene su alcoba, y dos cocinas con dos despensas, y una cámara encima, y su corral, su cuadra y pajar, todo lo cual está casi inhabitable, y sin uso, por lo cual no se le puede dar precio alguno, y estimación de alquiler que puedan dar por ella, pues el que diesen, aunque fuera crecido, lo necesitaba anualmente para reparos de ella; y a su lado al Poniente tiene una cerca como de tres cuartillas de tierra con un pozo de noria. Y otra casa linda a Poniente con la expresada calle de la Cuesta, y a Mediodía con casa del curato de este lugar, y de Don Francisco Ramírez, y a Oriente con casa de Don Francisco de Yepes, y a el Norte con casa de Don Andrés Velez, vecino de la Puebla de Montalbán”.

Con fecha 1 de abril de 1971, se aprueba un Decreto, publicado en el Boletín Oficial del Estado, núm. 94 de 20 de abril, “por el que se declara Monumento Histórico-Artístico la llamada Casa de Cervantes, en Esquivias (Toledo)”.
Posteriormente, con fecha 9 de enero de 1976, se aprueba un decreto, publicado en el BOE núm. 41 de 17 de febrero, “por el que se declaran de Utilidad Pública las obras y servicios necesarios para la conservación y restauración de la casa de Cervantes, en Esquivias (Toledo), para ser destinada a Museo Cervantino”.

## Descripción de la casa
“El patio principal de la casa se extiende en la parte delantera; al fondo del mismo se encuentran los lagares y las bodegas subterráneas, y a la izquierda, la mansión del propietario, con noble vestíbulo, amplia escalera, gran cocina lugareña y habitaciones varias que reciben luces de un extenso corral, con cuadras y cobertizos para los aperos de labranza y otros compartimientos, encerrados por alta tapia y comunicados por una calle trasera, a la que se sale por típico portalón. Los techos de la casa son de bovedillas y vigas de madera a la vista; las puertas, de casetones con buenos herrajes forjados; las fachadas se ennoblecen con hermosas rejas.
Tan valioso conjunto constituye uno de los principales lugares de evocación cervantina y permite reconstruir y valorar, histórica y arquitectónicamente, la época en que se levantara esta construcción…” (Texto publicado en el Decreto 773/1971, de 1 de abril).
José Martínez Ruiz (Azorín), en su libro “Con Cervantes”, describe con todo tipo de detalles su experiencia cuando visitó esta casa, poniendo en valor la posible presencia en ella de la novia de Cervantes.

### La bodega

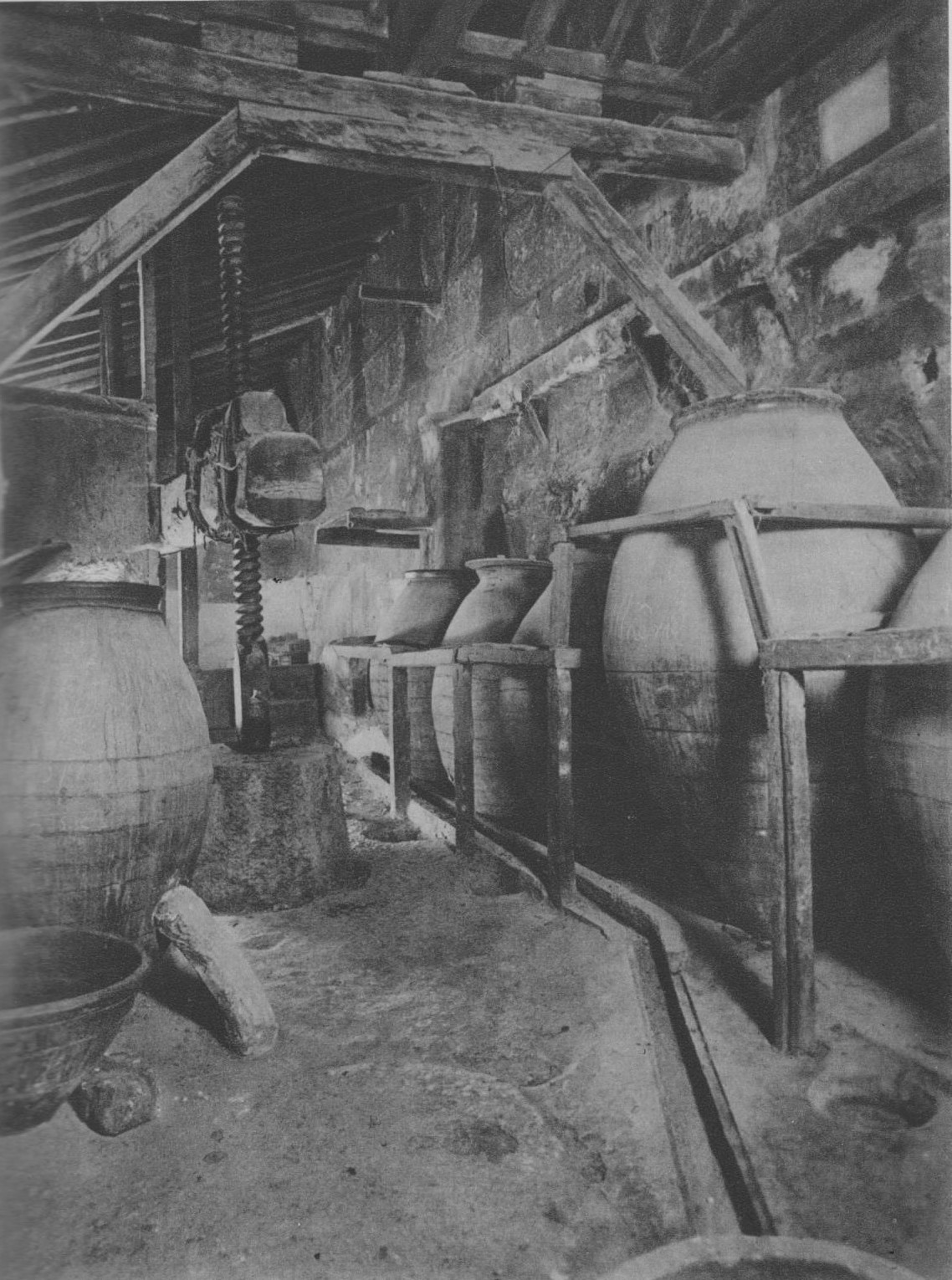
Bodega (antes de restauración).

La bodega de esta Casa, es una de las 36 que figuran en un censo que mandó hacer en 1584, el alcalde del Lugar de Esquivias don Rodrigo Mexía. En ella, existía una prensa del quintal, o de la viga, donde se producía en reconocido vino del Lugar de Esquivias, que Cervantes menciona en algunas de sus obras. Es de destacar la referencia que hace al redactar el prólogo del Persiles y Sigismunda: 
“Sucedió, pues, lector amantísimo, que viniendo otros dos amigos y yo del famoso lugar de Esquivias, por mil causas famoso, una por sus ilustres linajes, y otra por sus ilustrísimos vinos…”
Por Decreto Real, en 1530, el rey Carlos I manda que “el vino del Lugar de Esquivias sea vendido en farmacias con receta médica, para enfermos y parturientas… y para la Casa Real”.
En 1600, Felipe III decreta que el vino del Lugar de Esquivias ha de ser “el tinto para las cavas del Rey, y el blanco para las cavas de la Reina”.
En esta bodega se celebran presentaciones de libros y catas de vinos. 

### Propietario actual
Desde que la familia Quixada de Salazar fueran dueños de este inmueble, han sido varios los propietarios que ha tenido, siendo los más relevantes:
A finales del siglo XIX y principios del XX, los propietarios fueron una fracción de la familia Gómez-Acebo, quienes, en el año 1954, se la vendieron a don José Moya García (el mayor), labrador, natural y vecino de Esquivias. Por derecho hereditario, las siguientes propietarias fueron doña Ascensión Moya Martín y doña María de los Ángeles Moya Martín (Leles), casada con don Antonio García Torrejón. 
En el año 1989, la bodega de esta casa sufrió un derrumbe, lo que motivó que los propietarios pusieran a la venta el inmueble. Intereses públicos y privados iniciaron una carrera solidaria, intentando entre todos que esta Casa, declarada Monumento Histórico Artístico, pudiera dedicarse en el futuro a Museo Cervantino.
La Sociedad Cervantina de Esquivias, lideró este movimiento, consiguiendo que la Fundación Ramón Areces (El Corte Inglés) donara al Excmo. Ayuntamiento de Esquivias, la cantidad de dinero suficiente para comprar el inmueble, al precio que lo habían tasado y puesto a la venta sus legítimos propietarios. A partir de 1990, el propietario es el Ayuntamiento de Esquivias, merced al placet dado por la Consejería de Cultura de Castilla-La Mancha, quien tenía el derecho de retracto y tanteo sobre el inmueble.

### Restauración
En 1991, se inician los trabajos de restauración de esta casa, culminando estos en 1994, siendo inaugurada y abiertas las puertas al público, el 12 de diciembre de dicho año, cuando se cumplían 410 años de los desposorios de Miguel de Cervantes Saavedra con la hidalga esquiviana Catalina de Salazar y Palacios. 

### Visitas escenificadas
Durante todo el año, y en los horarios establecidos, la visita a esta casa se realiza con guía (incluida en el precio de la entrada). Así mismo, y cuando se halla anunciado en la web del Ayuntamiento de Esquivias, y en sitio web de esta Casa, se celebran unas Visitas escenificadas a la Casa de Cervantes de Esquivias, con personajes y diálogos en varias estancias, que trasladan al visitante al siglo XVI, bien sea en sus habitaciones, como en su cueva, bodega y patios.

### Lectura del Quijote
En las vitrinas de esta Casa, se hallan expuestas 86 ediciones en diferentes idiomas del Quijote, que se utilizan para celebrar la Lectura Universal del Quijote, donde se concentran, cada año, una treintena de Embajadores de diferentes Embajadas acreditadas en España, de los cinco continentes, leyendo el Quijote cada uno de ellos, en su lengua vernácula. 